# لورنزو استیلنس
لورنزو استیلنس (به انگلیسی: Lorenzo Staelens) بازیکن فوتبال اهل بلژیک و عضو تیم ملی فوتبال بلژیک است که در تاریخ ۲۶ مه ۱۹۹۰ میلادی اولین بازی ملی‌اش را مقابل تیم ملی فوتبال رومانی انجام داد. او در ۷۰ بازی ملی حضور داشت و جمعاً ۵۷۷۸ دقیقه برای تیم ملی فوتبال بلژیک به میدان رفت. لورنزو استیلنس آخرین بازی ملی خود را در تاریخ ۱۹ ژوئن ۲۰۰۰ میلادی در برابر تیم ملی فوتبال ترکیه انجام داد. وی در بازی‌های ملی‌اش ۸ گل به ثمر رساند.